# Joana, Princesa de Portugal

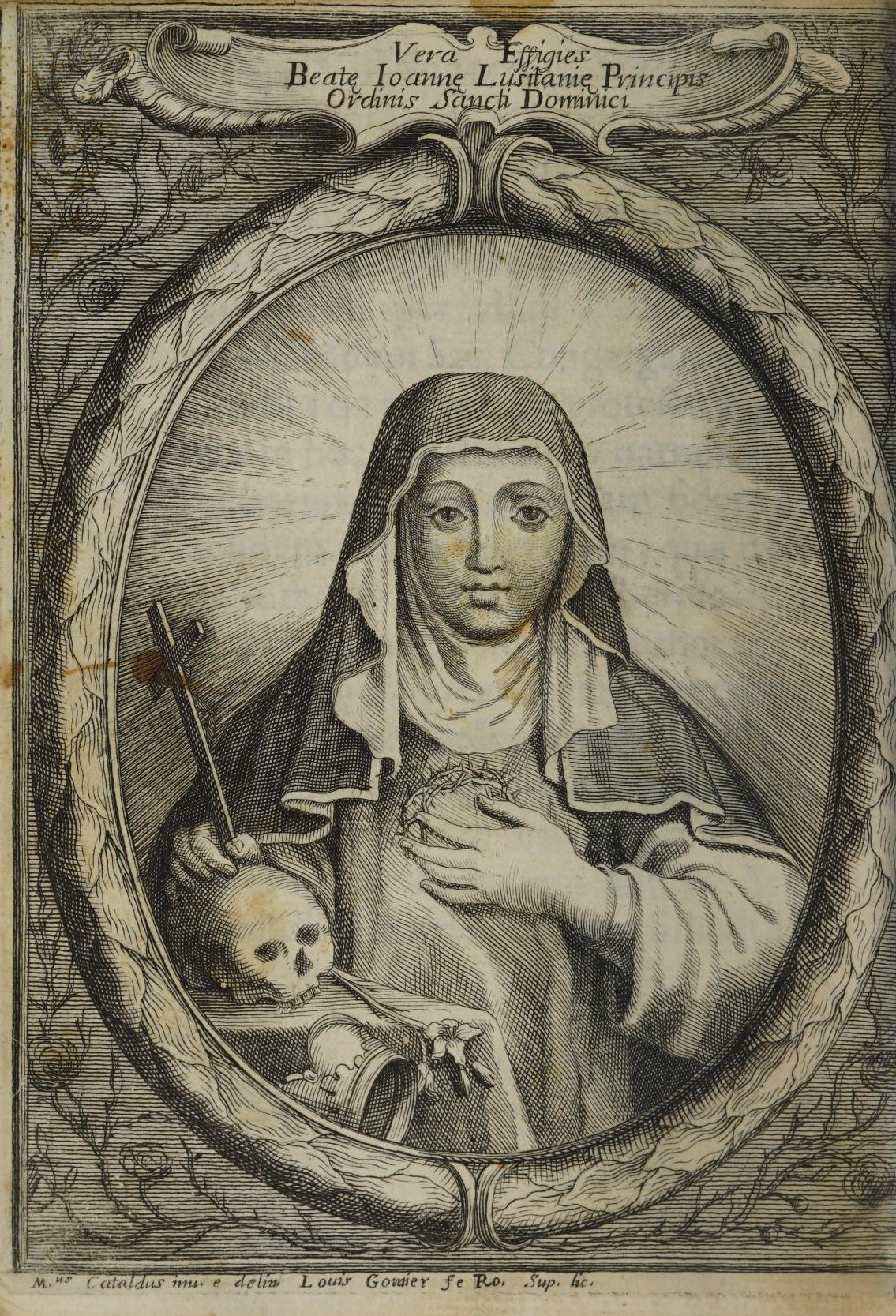
Joana de Portugal, retratada em Breve Narratione Della Vita della Beata Giovanna Principessa di Portogallo Dell’Ordine di San Domenico. Appellata communemente la Santa Principessa. Raccolta da un religioso Dell'istess' Ordine di Lei Devoto, 1693

Joana de Avis, O.P., também chamada Santa Joana Princesa embora oficialmente apenas seja reconhecida pela Igreja Católica como beata (Lisboa, 6 de fevereiro de 1452 – Aveiro, 12 de maio de 1490), foi uma princesa portuguesa, filha do rei Afonso V e de sua primeira esposa e prima, a infanta Isabel de Coimbra. Com a morte de seu irmão mais velho, João, ela foi jurada princesa herdeira da Coroa de Portugal, título que manteve até ao nascimento do seu segundo irmão, o futuro rei João II.
Foi regente do reino em 1471, por altura da expedição de Afonso V a Arzila.

## Biografia
Filha de D. Afonso V, a princesa Joana recebeu uma educação esmerada, humanística, a cargo de dois letrados ilustres da época, Cataldo Áquila e Parísio Sículo.

### Propostas de casamento
Após recusar veemente várias propostas de casamento, Joana juntou-se ao convento dominicano de Jesus, em Aveiro, em 1475. Seu irmão, até então, foi dado um herdeiro, para que a linha da família não estivesse mais em perigo de extinção. Ainda assim, ela foi obrigada várias vezes a deixar o convento e voltar à corte.
Recusou uma proposta de casamento de Carlos VIII de França, 18 anos mais novo que ela. Em 1485, ela recebeu outra oferta, do recém-viúvo Ricardo III de Inglaterra, que era apenas oito meses mais novo. Esta era para ser parte de uma aliança de casal conjugal, com sua sobrinha Isabel de Iorque a se casar com seu primo, o futuro D. Manuel I. No entanto, a morte de Ricardo em combate, do qual Joana supostamente teve um sonho profético, suspendeu esses planos.
Joana nunca chegou a professar votos de freira dominicana por ser princesa real e potencial herdeira do trono. No entanto viveu a maior parte da sua vida no Convento de Jesus de Aveiro, desde 1475 até à sua morte, seguindo em tudo a regra de vida e estilo das monjas.

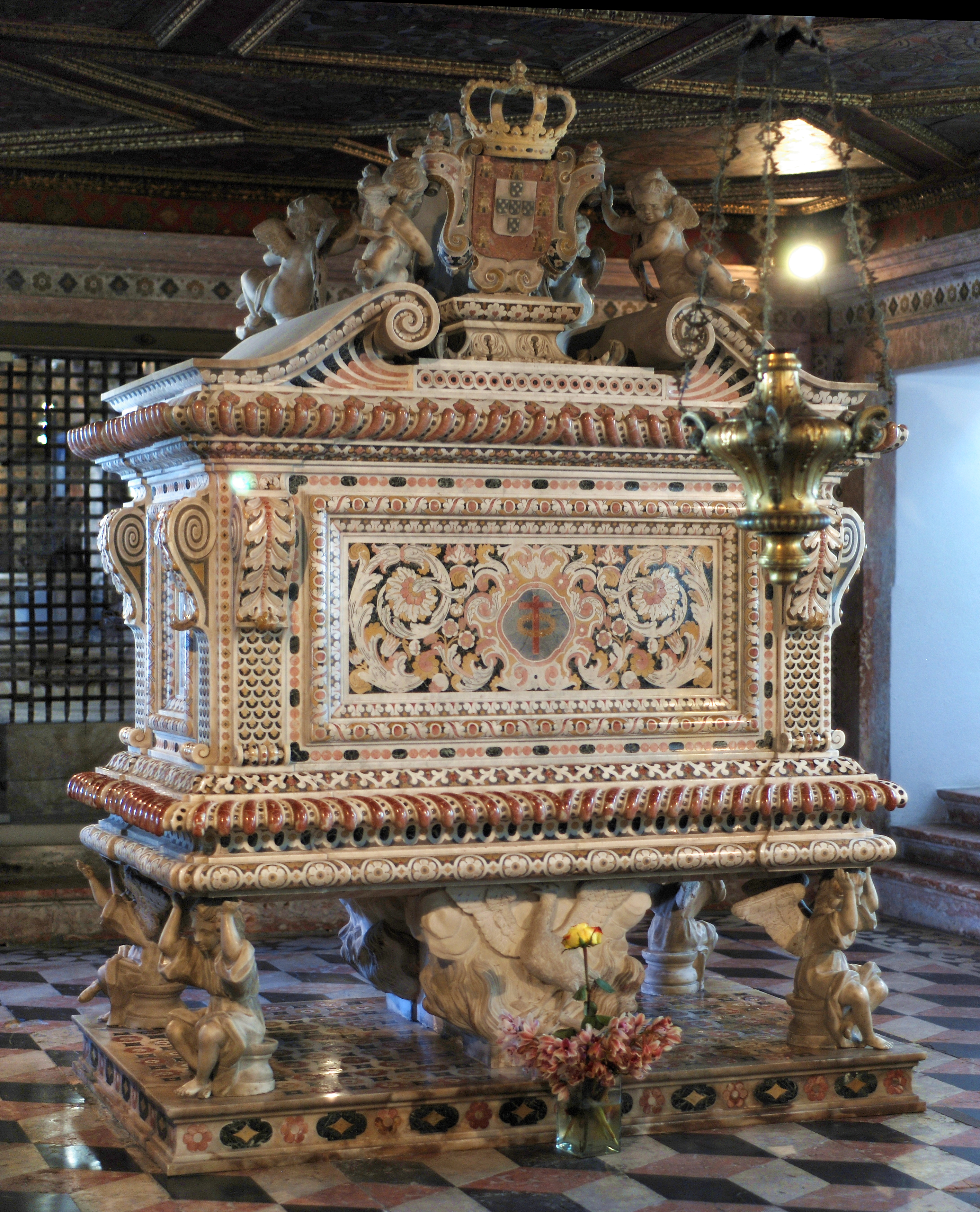
Sepultura no Mosteiro de Jesus

## Beatificação
A princesa Joana foi beatificada em 1693 pelo Papa Inocêncio XII, tendo festa a 12 de maio. O Papa Paulo VI, declarou-a especial protetora da cidade de Aveiro em a 5 de janeiro de 1965.

## Renascimento
No início do século XVIII, a nobreza portuguesa, clero e corte tiveram um renascimento do interesse pela princesa. Durante este tempo, o artista português Manuel Ferreira e Sousa foi o artista mais famoso nesse renascimento. Ele foi contratado por várias instituições religiosas, nobres e até a família real para pintar cenas de sua vida.